# Nero dei Nebrodi
Il suino Nero dei Nebrodi, anche chiamato suino Nero Siciliano, suino Nero delle Madonie o suino nero dell'Etna, è una razza autoctona italiana di maiale presente nei territori di Caronia, San Fratello e Cesarò, nel messinese, ma che si è diffusa sia sui monti Nebrodi (nel contesto del Parco regionale dei Nebrodi) che sulle Madonie ad altitudine massima di 1 800 metri sul livello del mare.

## Storia
L'allevamento di questo suino ha origini antiche: resti fossili e documenti scritti testimoniano la presenza di questi animali fin dal periodo della colonizzazione greca e cartaginese (VII-VI secolo). 
Durante tutto il Medioevo era diffuso l'allevamento di grandi branchi allo stato brado, che subì una diminuzione solamente durante la dominazione araba per motivazioni di ordine religioso. Dai primi anni del Novecento il suino Nero dei Nebrodi era di solito allevato in piccoli gruppi di 10-15 animali; già allora si era diffuso l'incrocio con altre razze migliorate che avevano provocato una forte riduzione di questa razza e una diffusione di soggetti neri con pezzature bianche o completamente bianchi.
Secondo il Chicoli, nel 1870 nel testo "Riproduzione, Allevamento e Miglioramento degli animali domestici in Sicilia", numerose razze e popolazioni suine derivanti dalla razza napoletana a pelo nero ordinario hanno contribuito a formare questa razza con le sue caratteristiche ormai ben fissate e definite. Tra queste razze, egli cita: la razza di Sant'Agata di Militello, diffusa in tutta la provincia di Messina e sulla costa di Catania e Siracusa; la razza di Castelbuono, originaria dall'incrocio con quella del capo di Buonasperanza; la razza Trapanese, nella provincia di Trapani, Agrigento e Caltanissetta, caratterizzata da maggiore rusticità rispetto alle precedenti; la razza Patornese, diffusa nel versante nord dell'Etna molto vicina al Sus scrofa; ed infine le razze Cesarotana, diffusa nel territorio del comune di Cesarò, e di Troina. Anche il Romolotti riteneva che in Sicilia esistessero in passato svariate razze suine autoctone (ad esempio a Calascibetta, a Trapani, a Comiso ed a Paternò), tutte dotate di maggiore precocità e la cui origine era da ricercare in incroci con la razza casertana, ma nel 1929 ormai la razza suina Nero Siciliano si era definitivamente stabilizzata in una sola razza.
La razza nei secoli si è evoluta in virtù della scarsezza dei pascoli e della mancanza di boschi, aspetti tipici del territorio siciliano, diventando alta di gambe, con i diametri trasversali ridotti, gobba, con testa molto allungata, atta quindi al pascolo ed alla ricerca dei tuberi e delle ghiande nel bosco.
Il fattore principale che ha determinato la riduzione del numero di suini di razza Nero Siciliano allevati sull'isola è stato la graduale scomparsa dei boschi che anticamente coprivano buona parte dei rilievi siciliani, insieme alla forte introduzione nel dopoguerra di razze estere più produttive ed economicamente favorevoli. Negli ultimi anni, però, si è assistito ad una decisa ripresa dell'allevamento di questa razza, sulla quale sono stati effettuati diversi studi mirati in modo particolare alla valorizzazione delle sue produzioni.
Il Nero Siciliano è attualmente una razza ufficialmente riconosciuta e dotata di registro anagrafico, gestito dall'ANAS - Associazione Nazionale Allevatori Suini. I soggetti iscritti al registro alla fine del 2007 erano 1223, mentre ad oggi si stima la presenza sul territorio siciliano di circa 2000 capi. Di questi capi solo 850 sono scrofe riproduttrici in fase di allevamento, il che ha portato all'inclusione della razza nella lista delle razze autoctone in via di estinzione.
Il 70% di tutta la popolazione di questa razza si trova principalmente nella zona montuosa dei Nebrodi nella Sicilia nord-orientale.

## Caratteristiche
Razza precoce, rustica e longeva, è caratterizzata da una buona fertilità e vivinatalità (elevato numero di suinetti portati allo svezzamento), presenta una buona resistenza alle malattie ed è molto resistente alle avversità climatiche. Gli esemplari crescono lentamente e producono carne di riconosciuta qualità. 
Il suino Nero dei Nebrodi si presenta di taglia medio-piccola rispetto ad altre razze italiane, con altezza al garrese del verro adulto di 60–65 cm in media e si caratterizza per la pelliccia di colore nero uniforme, sebbene non manchino tra i soggetti pure animali fasciati con una cintatura simile a quella della Cinta senese. Anche la cute stessa, spessa fino a 2 cm negli adulti, è di colore nero ardesia, con i lombi che raggiungono la lunghezza di 10 cm circa, assumendo la forma di una criniera che viene sollevata in caso di agitazione. Essendo un animale molto rustico, dotato di muso allungato e arti lunghi che lo rendono un buon pascolatore e camminatore, viene allevato allo stato brado o semi-brado e lasciato libero di vagare per i boschi, cibandosi dei frutti della natura.
L'incrocio di questo maiale selvatico con il cinghiale introdotto dal Corpo forestale della Regione siciliana nel parco delle Madonie, ha prodotto un suide ibrido, aggressivo e molto presente nel territorio.
La colorazione scura caratteristica delle carni di questa razza sembra essere legata alla alimentazione ricca di melanina contenute nelle ghiande. Ricerche hanno confermato per il suino Nero Siciliano il fenomeno della tesaurismosi, secondo il quale gli enzimi lisosomiali dell'animale agiscono sulle sostanze fenoliche presenti nelle ghiande provocando un accumulo di metaboliti secondari colorati nei tessuti.
Questa razza presenta un alto livello di variabilità genetica.

## Morfologia

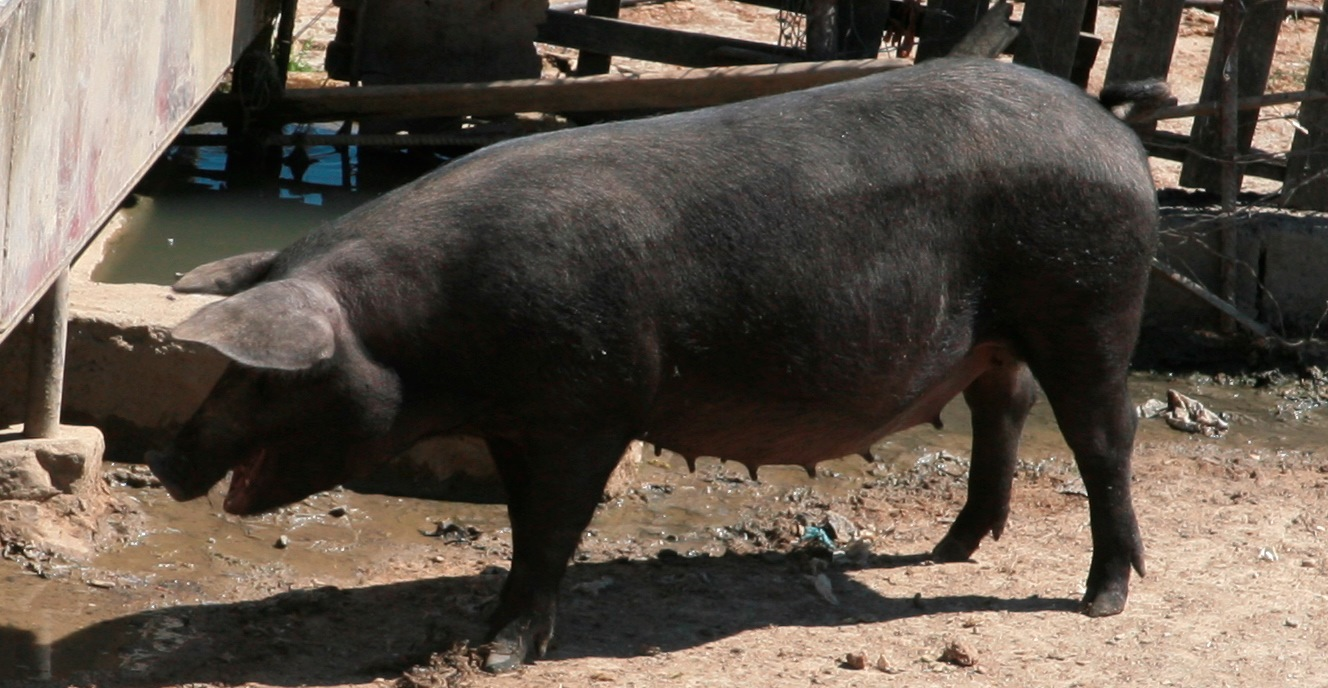
Profilo di una scrofa di razza Nero dei Nebrodi, in una fattoria vicino Capizzi.

La razza si caratterizza secondo il disciplinare del registro anagrafico per
:
- taglia piccola con scheletro forte e robusto;
- cute e setole nere, robuste e lunghe fino nel dorso a formare una criniera, alcuni soggetti hanno, totalmente o parzialmente la faccia bianca sono detti "faccioli";
- orecchie piccole e oblique con punta portata avanti;
- testa grande con profilo rettilineo della fronte con il naso, grugno e orecchie piccole;
- sono ammesse le tettole;[9]
- collo allungato mediamente sviluppato;
- tronco compresso nella regione toracica non molto sviluppato, dorso convesso, addome basso, groppa inclinata e coda attorcigliata;
- arti magri e lunghi;
- testicoli pronunziati e capezzoli non inferiori a dieci nel maschio, nella femmina capezzoli non inferiori a dieci e ben pronunziati.

### Riviste
- Chiofalo B, Liotta L, Zumbo A, Chiofalo L, Seasonal variations of free fatty acids in plasma of 'Nero Siciliano' pigs living in extensive conditions, in Vet. Res. Commun., 27 Suppl 1, settembre 2003,  pp. 253-5, PMID 14535403.
- D'Alessandro E, Fontanesi L, Liotta L, Davoli R, Chiofalo V, Russo V, Analysis of the MC1R gene in the Nero Siciliano pig breed and usefulness of this locus for breed traceability, in Vet. Res. Commun., 31 Suppl 1, agosto 2007,  pp. 389-92, DOI:10.1007/s11259-007-0063-y, PMID 17682921.
- Lanteri G, Marino F, Liotta L, Stefano C, Macrì B, Experimentally induced melanin-like pigmentation (thesaurismosis) related to acorn ingestion in Nero Siciliano pigs, in Acta Vet. Hung., vol. 59, n. 3, settembre 2011,  pp. 311-8, DOI:10.1556/AVet.2011.019, PMID 21727063.
- Lanteri G, Marino F, Laganà G, et al., Acquired melanosis caused by acorn ingestion in the Nero Siciliano pig, in Vet. Pathol., vol. 46, n. 2, marzo 2009,  pp. 329-33, DOI:10.1354/vp.46-2-329, PMID 19261647.
- Moretti VM, Madonia G, Diaferia C, et al., Chemical and microbiological parameters and sensory attributes of a typical Sicilian salami ripened in different conditions, in Meat Sci., vol. 66, n. 4, aprile 2004,  pp. 845-54, DOI:10.1016/j.meatsci.2003.08.006, PMID 22061017.
- Pugliese C, Calagna G, Chiofalo V, et al., Comparison of the performances of Nero Siciliano pigs reared indoors and outdoors: 2. Joints composition, meat and fat traits, in Meat Sci., vol. 68, n. 4, dicembre 2004,  pp. 523-8, DOI:10.1016/j.meatsci.2004.02.020, PMID 22062528.
- Pugliese C, Madonia G, Chiofalo V, Margiotta S, Acciaioli A, Gandini G, Erratum to: "Comparison of the performances of Nero Siciliano pigs reared indoors and outdoors. 1. Growth and carcass composition" Meat Science 65(2) (2003) 825-831, in Meat Sci., vol. 66, n. 2, febbraio 2004,  p. 513, DOI:10.1016/S0309-1740(03)00151-7, PMID 22064156.
- Pugliese C, Madonia G, Chiofalo V, Margiotta S, Acciaioli A, Gandini G, Comparison of the performances of Nero Siciliano pigs reared indoors and outdoors. 1. Growth and carcass composition, in Meat Sci., vol. 65, n. 2, ottobre 2003,  pp. 825-31, DOI:10.1016/S0309-1740(02)00287-5, PMID 22063445.